# Renato Zero - Gli album originali
Renato Zero - Gli album originali (noto anche come Gli album originali) è una raccolta del 2009 che contiene i primi album di Renato Zero da No! Mamma, no! a EroZero, rimasterizzati.

## Tracce

### Album rimasterizzati
1. No! Mamma, no! (1973) – 35:18
2. Invenzioni (1974) – 32:09
3. Trapezio (1976) – 43:58
4. Zerofobia (1977) – 38:10
5. Zerolandia (1978) – 42:59
6. EroZero (1979) – 39:34